# Литвинов, Василий Илларионович
Василий Илларионович Литвинов (1 [14] января 1911, село Старая Гнилица, Харьковская губерния — 26 октября 1984, Харьковская область) — участник Великой Отечественной войны, полный кавалер ордена Славы, старшина, командир сапёрного взвода 1264-го стрелкового полка 380-й Орловской Краснознаменной ордена Суворова стрелковой дивизии 49-й армии 2-го Белорусского фронта.

## Биография
Родился в русской семье рабочего. Образование 3 класса. В 1933 году окончил годичное инженерно-техническое училище в г. Чугуев.
Служил в Красной Армии в 1933—1935 и в 1939 г.; участник похода советских войск в Западную Украину в 1939 г. В 1940—1941 гг. работал завхозом неполной средней школы родного села.
22 июня 1941 года, с началом войны, призван в армию. В действующей армии — с июня 1941 года. Воевал на Западном, Калининском, Северо-Западном, Брянском фронтах, 2-м Белорусском фронтах. С июля 1942 года воевал в составе сапёрного взвода 1264-го стрелкового полка 380-й стрелковой дивизии — командиром отделения, помощником командира взвода, командиром взвода.
С 11 по 16 июля 1943 года в наступательных боях на подступах к Орлу, готовя проходы для танков, разминировал минные поля противника, снял 37 мин Т-35 — награждён медалью «За отвагу».
28 ноября 1943 года, будучи помощником командира сапёрного взвода, в районе деревни Ужарь Чаусского района Могилёвской области Белоруссии разминировал проход, скрытно подобрался к проволочному заграждению противника и подорвал его, чем обеспечил быстрое продвижение наступающей пехоты к переднему краю противника — награждён орденом Славы 3-й степени (№ 5835).
28 января 1944 года вступил в ВКП(б).
18 июня 1944 года в бою за деревню Давыдовичи Чаусского района Могилёвской области подготовил проходы в минных полях противника для наступления 1-го стрелкового батальона. При атаке батальона, прикрывая фланг атакующих, уничтожил огнём из своего автомата 14 солдат противника — награждён орденом Славы 2-й степени (№ 7772).
В ночь на 30 июня 1944 года, в период боев за деревню Подгорье Чаусского района, готовя проходы для стрелковых подразделений, снял 60 противопехотных мин противника — награждён орденом Красной Звезды.
В ночь на 1 сентября 1944 года в районе села Баче-Сухе Ломжинского района Белостокской области в группе с двумя сапёрами проделывал проходы в инженерных заграждениях противника. Продвигаясь по-пластунски с зарядом тола в 25 килограммов, группа сняла до 15 противопехотных мин натяжного действия, установила и подорвала заряд, а также сделала резервный проход. При возвращении были сняты ещё 20 противопехотных мин натяжного действия. За смелость, решительность и инициативу, проявленные при выполнении ответственной боевой задачи, командование полка представило В. И. Литвинова к награждению орденом Отечественной войны 2-й степени. Приказом командира 121-го стрелкового корпуса № 067/н от 8 октября 1944 года В. И. Литвинов награждён орденом Отечественной войны 1-й степени.
16 января 1945 года в бою за сильно укреплённый опорный пункт противника у деревни Глинки Ружанского района Белостокской области под сильным огнём противника вместе с бойцами проделал 20 проходов в минных полях и проволочных заграждениях врага, навёл переправу через реку Руж. Своими быстрыми действиями саперы способствовали продвижению стрелковых батальонов и выполнению боевой задачи полка — опорный пункт противника был взят. Указом Президиума Верховного Совета от 10 апреля 1945 года за образцовое выполнение боевых заданий командования на фронте борьбы с немецкими захватчиками и проявленные при этом доблесть и мужество старшина Литвинов Василий Илларионович награждён орденом Славы 1-й степени (№ 1396).
28 марта 1945 года в боях за Данциг во главе своего отделения под огнём противника переправился через Вислу, протянул через реку канат и организовал переправу четырёх артиллерийских батарей и двух стрелковых рот на плотах, способствовал быстрому усилению войск, сражающихся на плацдарме, обеспечив его надежное закрепление — награждён орденом Красного Знамени.
В должности командира сапёрного взвода старшина В. И. Литвинов организовал образцовое выполнение боевых заданий подчинёнными. Взвод снял более 2500 мин, надёжно обеспечивал переправы стрелковых подразделений, своевременно готовил проходы в заграждениях противника. Неоднократно принимал участие в отражении контратак противника, продолжая затем выполнять задачи по инженерному обеспечению боевых действий полка. 13 апреля 1945 года В. И. Литвинов был представлен командованием полка к присвоению звания «Герой Советского Союза». Представление было поддержано командирами дивизии, корпуса, Военным советом 49-й армии. Вероятно, к тому времени стало известно о награждении его орденом Славы 1-й степени. Этим можно объяснить решение командующего 2-м Белорусским фронтом К. К. Рокоссовского, который не утвердил представление, а своим приказом № 0587 от 31 мая 1945 года наградил В. И. Литвинова вторым орденом Красного Знамени.
Был трижды ранен в боях: 8 августа 1941 года в левую руку; 3 октября 1941 года в ногу, тяжело; 1 сентября 1944 года — в лицо.
После войны возвратился на родину. Жил в поселке Эсхар Чугуевского района Харьковской области, затем в г. Чугуев. Работал арматурщиком, электросварщиком на Эсхарском заводе железобетоных изделий и конструкций.
Имел воинское звание лейтенант в отставке.
Умер 26 октября 1984 года. Похоронен в поселке Эсхар Чугуевского района Харьковской области.

## Награды
- два ордена Красного Знамени (14.05.1945, 31.05.1945)
- орден Отечественной войны 1-й степени (08.10.1944)
- орден Красной Звезды (05.07.1944)
- орден Славы 1-й степени (10.04.1945)
- орден Славы 2-й степени (09.09.1944)
- орден Славы 3-й степени (23.12.1943)
- Медали, в том числе:
  - «За отвагу» (27.07.1943)
  - «За доблестный труд. В ознаменование 100-летия со дня рождения Владимира Ильича Ленина»
  - «За победу над Германией в Великой Отечественной войне 1941—1945 гг.»
  - «Ветеран труда»

## Память
В селе Старая Гнилица на здании школы установлена мемориальная доска.
Именем В. И. Литвинова названа улица в поселке Эсхар Чугуевского района Харьковской области.